# 西磐井郡
西磐井郡（日语：／ Nishiiwai gun */?）是位于岩手縣南部的一郡。人口8,006人、面積63.39 km²（2013年）。
現轄有以下1町。
- 平泉町